# Heinrich Menkhaus
Heinrich Menkhaus (* 27. Dezember 1955 in Hollage, Landkreis Osnabrück, Niedersachsen) ist ein deutscher Rechtswissenschaftler und Professor für Japanisches Recht. Von 2001 bis 2008 war er an der Philipps-Universität Marburg tätig, seit April 2008 ist er Professor an der Meiji-Universität.

## Leben
Von 1974 bis 1979 studierte Menkhaus an der Westfälischen Wilhelms-Universität Münster. 1980 legte er das erste juristische Staatsexamen ab. 1984 promovierte er über das Thema Kreditsicherung beim Dokumenteninkasso, ebenfalls in Münster. 1986 legte Menkhaus das zweite juristische Staatsexamen in Düsseldorf ab. Von 1987 bis 1989 war er Stipendiat am Nihon Hikakuho Kenkyujo (Japanisches Institut für Rechtsvergleichung), Chuo-Universität Tokyo. Bis 1993 war er Wissenschaftlicher Mitarbeiter am zum Geschäftsbereich des Bundesministeriums für Forschung und Bildung gehörenden Deutschen Instituts für Japanstudien in Tokyo. Bis 1995 war er Geschäftsführer des ständigen Büros der Europäischen Gesellschaft für Japanforschung (European Association for Japanese Studies [EAJS]) im niederländischen Leiden. Daraufhin war er bis 2001 Leiter der Abteilung Recht und Steuern der Deutschen Industrie- und Handelskammer in Japan in Tokyo. Seit August 2001 ist er Professor für Japanisches Recht in Marburg. Seit März 2003 ist er darüber hinaus Vorsitzender des Vorstandes der Deutschen Gesellschaft der JSPS-Stipendiaten e.V. in Bonn. Weiterhin ist er Vorsitzender des Vorstandes der Deutsch – Japanischen Gesellschaft für Arbeitsrecht e.V. (seit 2002) und seit Juni 2005 Vorsitzender der Gesellschaft für Japanforschung e.V.
Heinrich Menkhaus ist Träger des Bundesverdienstkreuzes am Bande.

## Schriften
- Japanischer Brückenbauer zum deutschen Rechtskreis: Festschrift für Koresuke Yamauchi zum 60. Geburtstag (Herausgeber zusammen mit Fumihiko Sato), Berlin: Duncker und Humblot, 2006
- Das Japanische im japanischen Recht (Herausgeber), München: Iudicium-Verl., 1994
- Kreditsicherung beim Dokumenteninkasso: die Stellung der kreditgebenden Bank im Konkurs des Dokumenteneinreichers, Köln: Institut für Bankwirtschaft und Bankrecht an der Universität, 1984